# Paul Kristeller
Paul Kristeller (Berlino, 31 ottobre 1863 – Meersburg, 2 ottobre 1931) è stato uno storico dell'arte tedesco.

## Biografia
Figlio del ginecologo Samuel Kristeller, studiò storia dell'arte nelle università di Berlino, Monaco e Lipsia ove si laureò nel 1888. Fu uno studioso delle arti grafiche nel periodo del Rinascimento e incentrò molti dei suoi lavori sull'arte italiana.

## Opere
- Die Strassburger Bücher-Illustration im XV. und im Anfange des XVI. Jahrhunderts, Seemann, Leipzig 1888
- Die italienischen Buchdrucker- und Verlegerzeichen bis 1525, Heitz & Mündel, Strassburg 1893
- Das Werk des Jacopo de' Barbari, Amsler & Ruthardt, Berlin 1896
- Early Florentine Woodcuts: with an Annotated List of Florentine Illustrated Books, Paul, Trench & Trübner, London 1897
- Holzschnitt und Kupferstich in vier Jahrhunderten, Cassirer, Berlin 1905 (quarta ed. 1922)
- Die lombardische Graphik der Renaissance, Cassirer, Berlin 1913 (ristampa anastatica Olms, Hildesheim 1975)